# Bois du Cazier

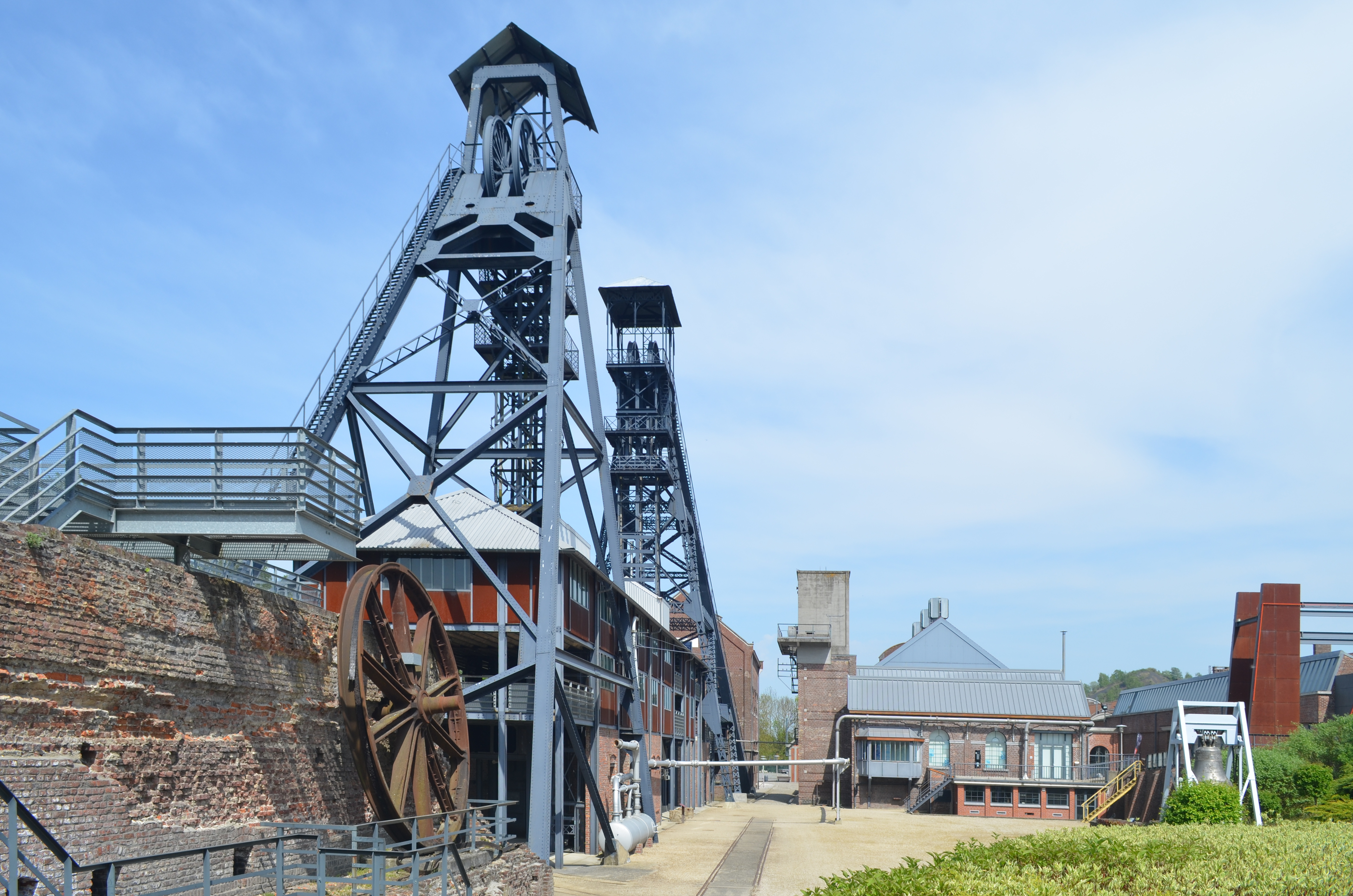
Fördergerüste des Bois du Cazier

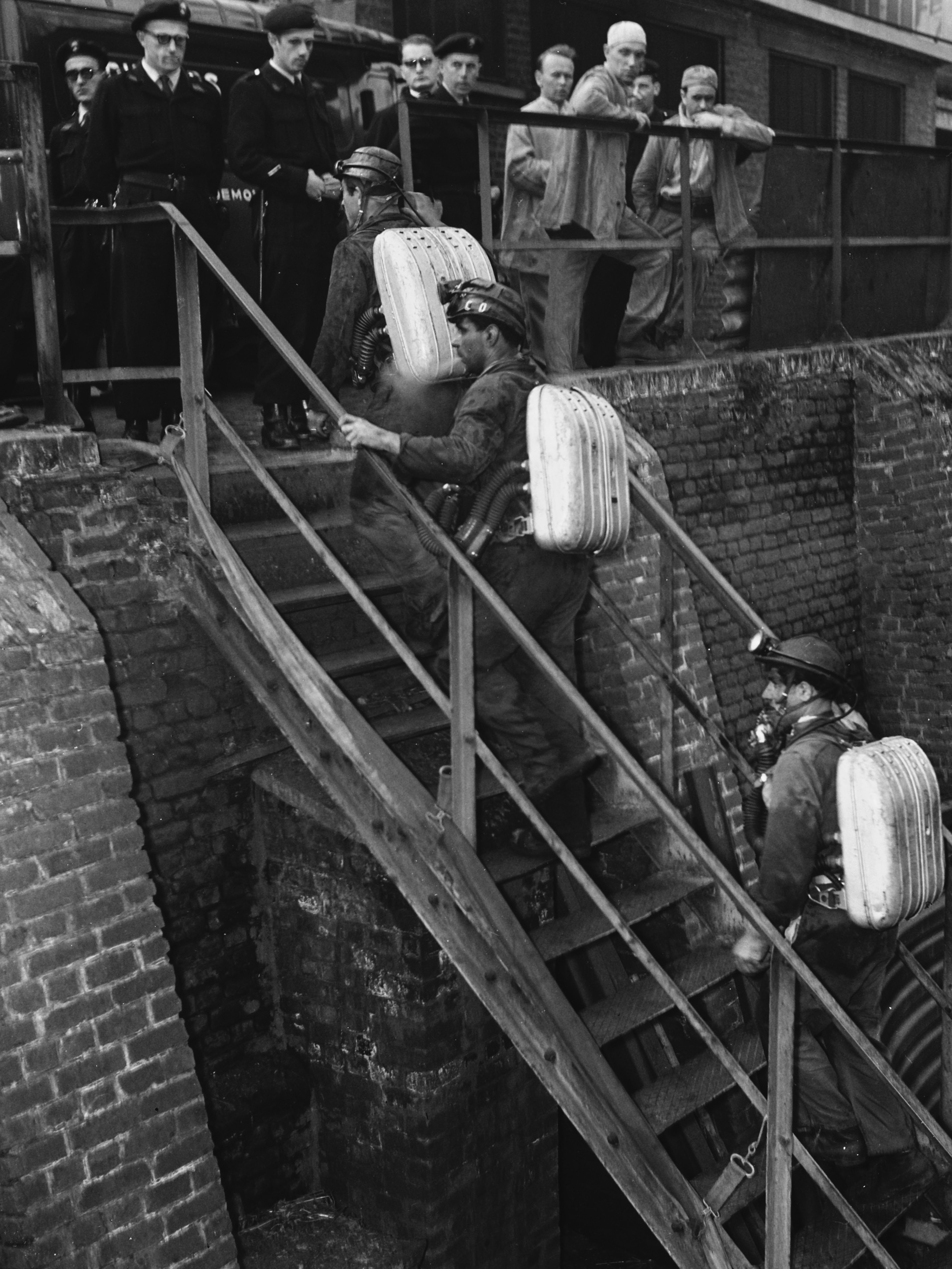
Rettungstrupp mit Sauerstoffgeräten

Bois du Cazier war ein belgisches Steinkohlebergwerk nahe Marcinelle im Hennegau. Die Grube erlangte 1956 traurige Berühmtheit durch das größte Grubenunglück der belgischen Geschichte.

## Grubenunglück
Nach dem Zweiten Weltkrieg schlossen die belgische und die italienische Regierung ein Abkommen über 'Arbeitskräfte gegen Kohlelieferungen'; zahlreiche Bergleute und Arbeiter migrierten von Italien nach Belgien.
Am Morgen des 8. August 1956 brach in 975 Meter Tiefe im Schacht Saint-Charles ein Feuer aus. Durch eine Verkettung von Bedienungsfehlern wurde ein Hunt, der nur teilweise auf den Förderkorb aufgeschoben war, beim Austreiben gegen die Schachtwand gedrückt. Dadurch wurden ein Elektrokabel, eine Ölleitung und ein Druckluftschlauch zerrissen. Der Schacht Saint-Charles war der einziehende Wetterschacht der Grube. Durch den Kurzschluss, der beim Zerreißen des Kabels entstand, entzündete sich das Öl. Die einziehenden Frischwetter zogen den Rauch in die Grube; das Feuer breitete sich schnell aus.
262 Männer aus 12 Nationen erstickten; 204 Frauen wurden zu Witwen und 417 Kinder verloren ihren Vater. Unter den Toten waren 136 Italiener; allein aus dem Dorf Manoppello in den Abruzzen stammten 26 der verunglückten Bergleute.
Nach dem Grubenunglück beendete die italienische Regierung das Abkommen; die Zuwanderung von Italienern nach Belgien nahm stark ab.
Ursachen für die Katastrophe waren vor allem veraltete Ausrüstung und schlecht geschultes Personal. In der Folge wurden die Sicherheitsbestimmungen für Bergwerke in Belgien verschärft. Zwei Jahre nach dem Unglück verfügte die Europäische Gemeinschaft für Kohle und Stahl (EGKS), dass in der Wallonie alle Zechen, die den neuen Bestimmungen nicht genügten, geschlossen werden müssten. Ende der 1950er-Jahre begann der Niedergang des Steinkohlenbergbaus in West- und Mitteleuropa. Die Zeche Bois du Cazier wurde am 9. Dezember 1967 geschlossen.
Heute befinden sich dort eine Gedenkstätte und ein Bergbaumuseum mit Zugang zur Kohlegrube. 2012 wurde die Anlage gemeinsam mit drei weiteren wallonischen Bergwerken in die Liste des UNESCO-Weltkulturerbes aufgenommen.

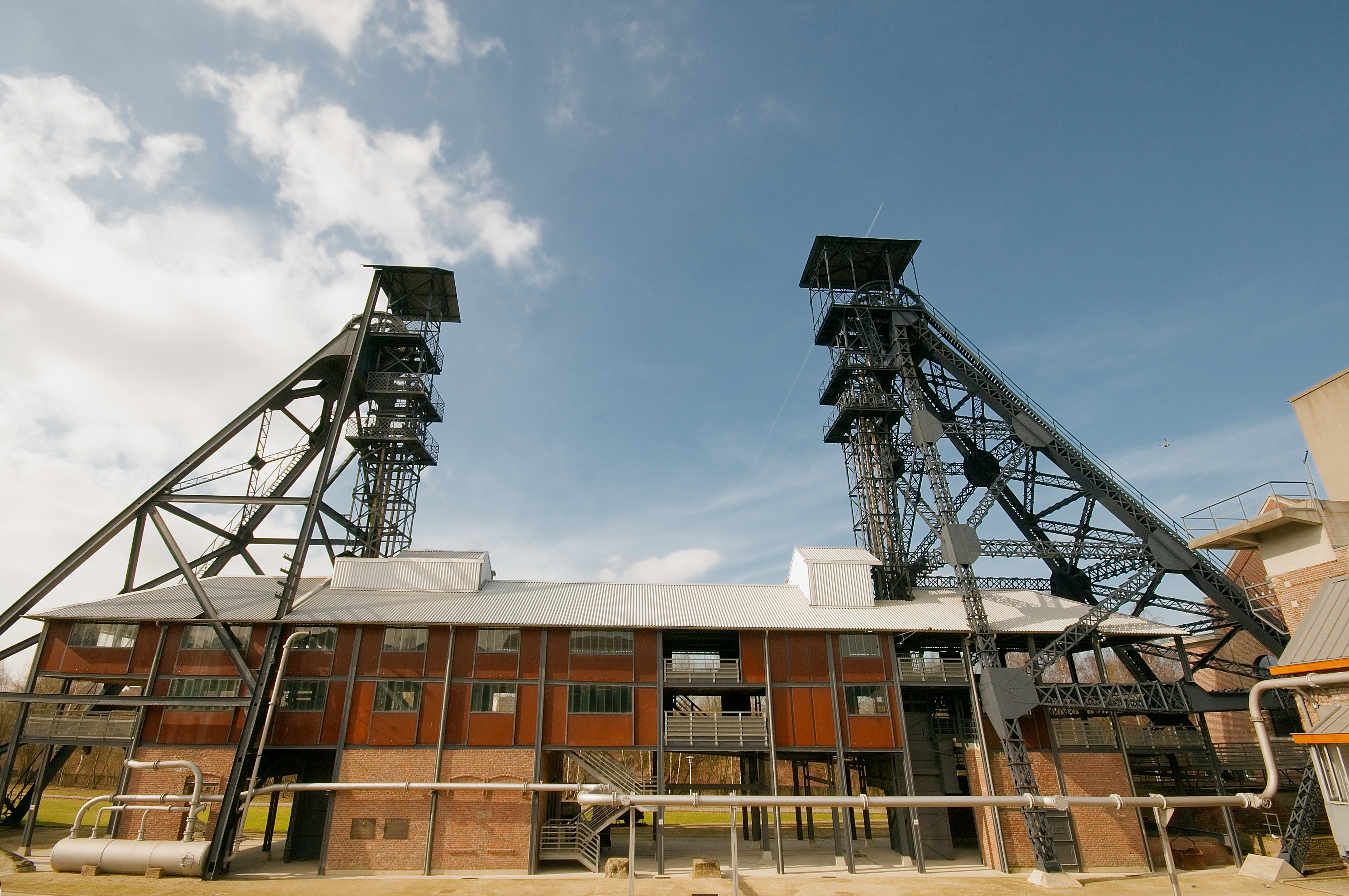
Fördergerüste
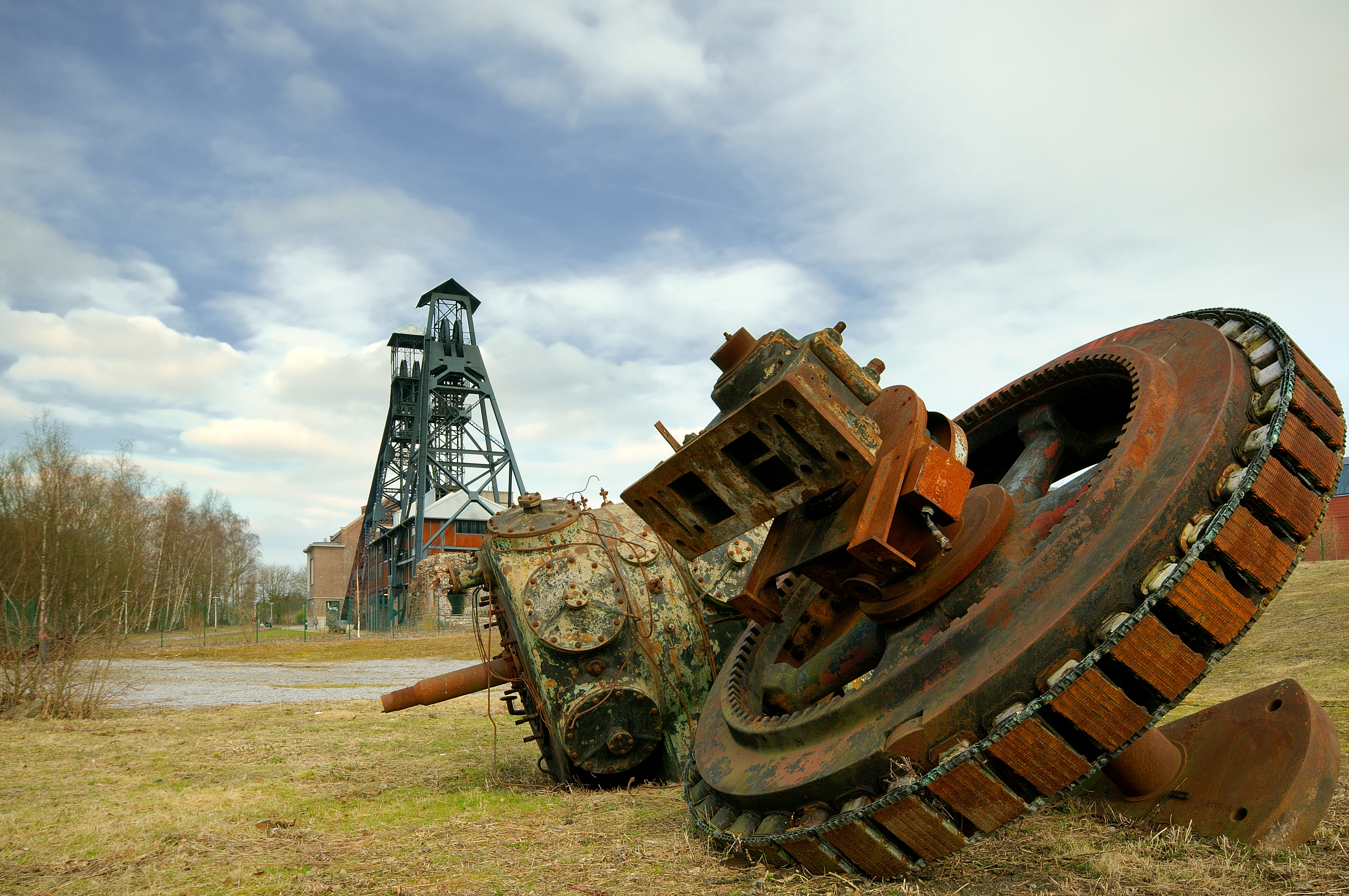
Rotor eines Elektromotors, wahrscheinlich der Fördermaschine
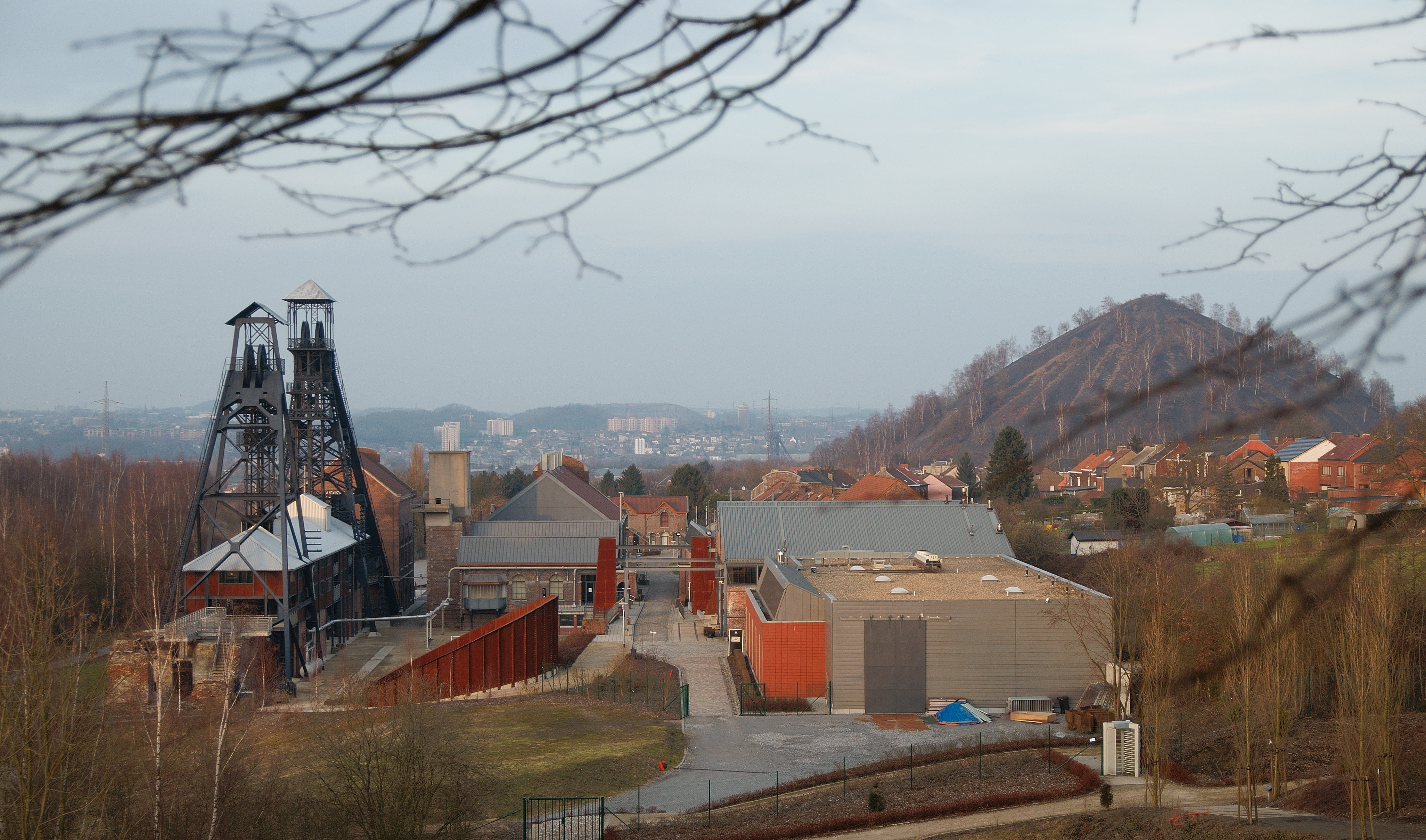
Bergwerksgelände und Halde
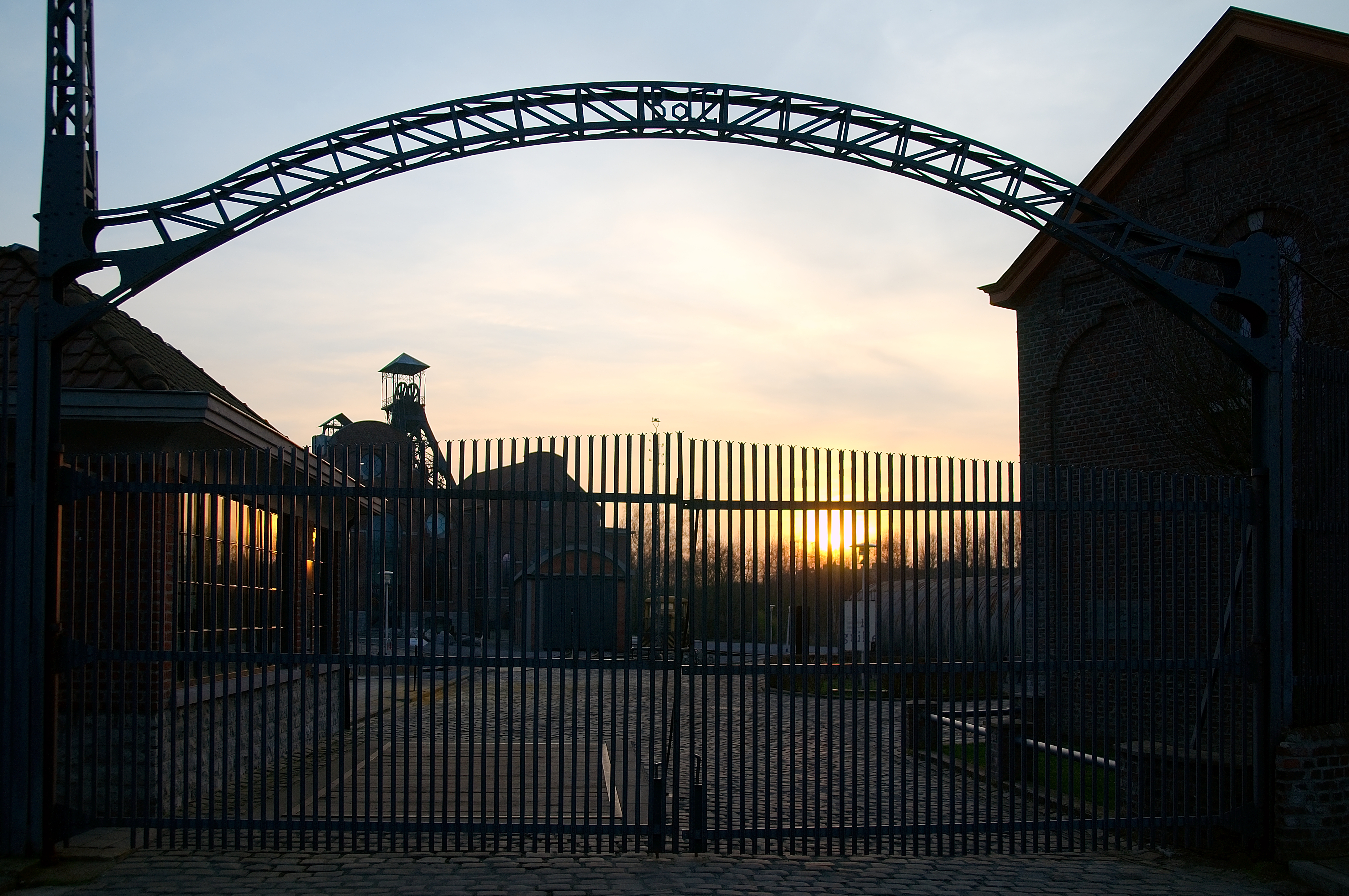
Werktor